# Heizō Takenaka
Heizō Takenaka (竹中 平蔵, Takenaka Heizō) est un économiste et un homme politique japonais né le 3 mars 1951 à Wakayama. Il est ministre des Affaires intérieures et des Communications du 31 octobre 2005 au 26 septembre 2006.

## Biographie
Économiste libéral, Heizō Takenaka est membre du conseil de stratégie économique, un comité consultatif attaché au premier ministre. Il milite pour une « société compétitive, saine et créative » fondée sur « les responsabilités individuelles et les efforts pour sa propre réussite. » Il juge ainsi le système social japonais trop généreux et appelle à le réformer.
Il est membre du conseil d'administration du Forum économique mondial.